# Azuara
Azuara település Spanyolországban,  Zaragoza tartományban. Azuara Aguilón, Almonacid de la Cuba, Fuendetodos, Letux, Samper del Salz, Moneva, Moyuela, Villar de los Navarros és Herrera de los Navarros községekkel határos. Lakosainak száma 537 fő (2024).

## Népesség
A település lakosságának változását az alábbi diagram mutatja:
| Lakosok száma | 705  | 665  | 674  | 710  | 680  | 630  | 551  | 540  | 539  | 537  |
|               | 2001 | 2004 | 2007 | 2009 | 2012 | 2014 | 2017 | 2019 | 2022 | 2024 |